# 班加罗尔地铁
班加罗尔地铁是印度南部城市班加羅爾的城市軌道交通系統，啟用並營運於2011年。截至2023年7月，班加羅爾地鐵共有2條路線與63座車站。
班加罗尔地铁的卡纳达语名称中，解作“我們的地鐵”。

## 路線
| 線路名稱 | 啟用日期       | 啟用日期      | 車站數目 |
| 線路名稱 | 首段           | 最近延伸      | 車站數目 |
| -------- | -------------- | ------------- | -------- |
| 紫線     | 2011年10月20日 | 2023年3月26日 | 35       |
| 綠線     | 2014年3月1日   | 2021年1月15日 | 28       |
| 總數     | 總數           | 總數          | 63       |

## 外部連結
- 官方網站 （页面存档备份，存于）（英文）